# Béhéricourt
Béhéricourt est une commune française située dans le département de l'Oise, en région Hauts-de-France.

## Géographie

### Description

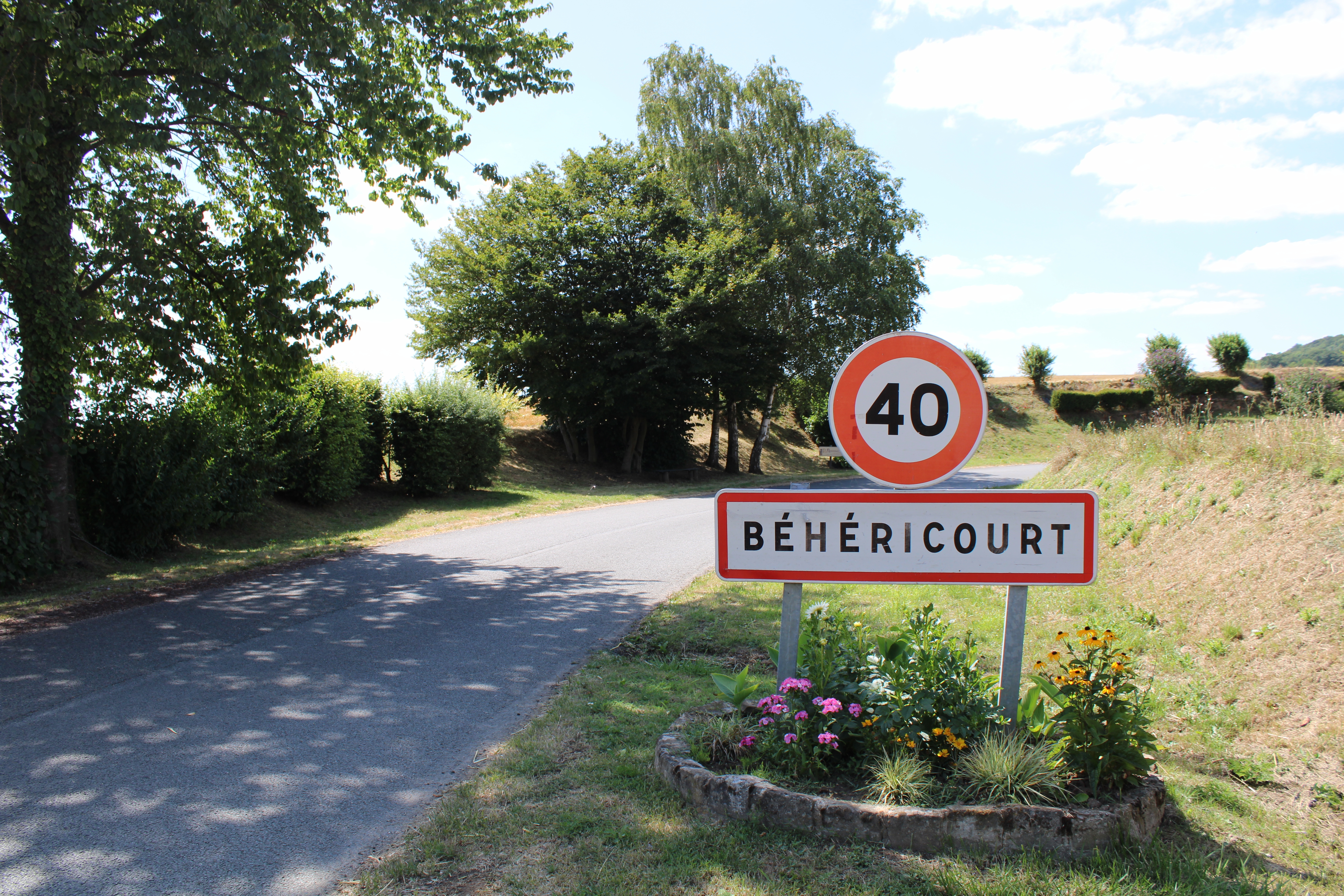
Entrée du village.

Béhéricourt est un village rural picard du Noyonnais située à 5 km à l'est de Noyon, 31 km au nord-ouest de Soissons et au sud-ouest de Saint-Quentin et 65 km au sud-est d'Amiens.
Une passerelle édifiée en 2017 donne accès à l'EuroVelo 3 ou « Véloroute des pèlerins » ou « Scandibérique » dans sa partie française.
Louis Graves indiquait au milieu du XIXe siècle que « le territoire de Behéricourt occupe une superficie assez considérable dans les bois montueux qui couronnent au nord la vallée de l'Oise; il s'étend de là vers le sud, et s'avance par un appendice étranglé vers le lit de la rivière ».

### Communes limitrophes

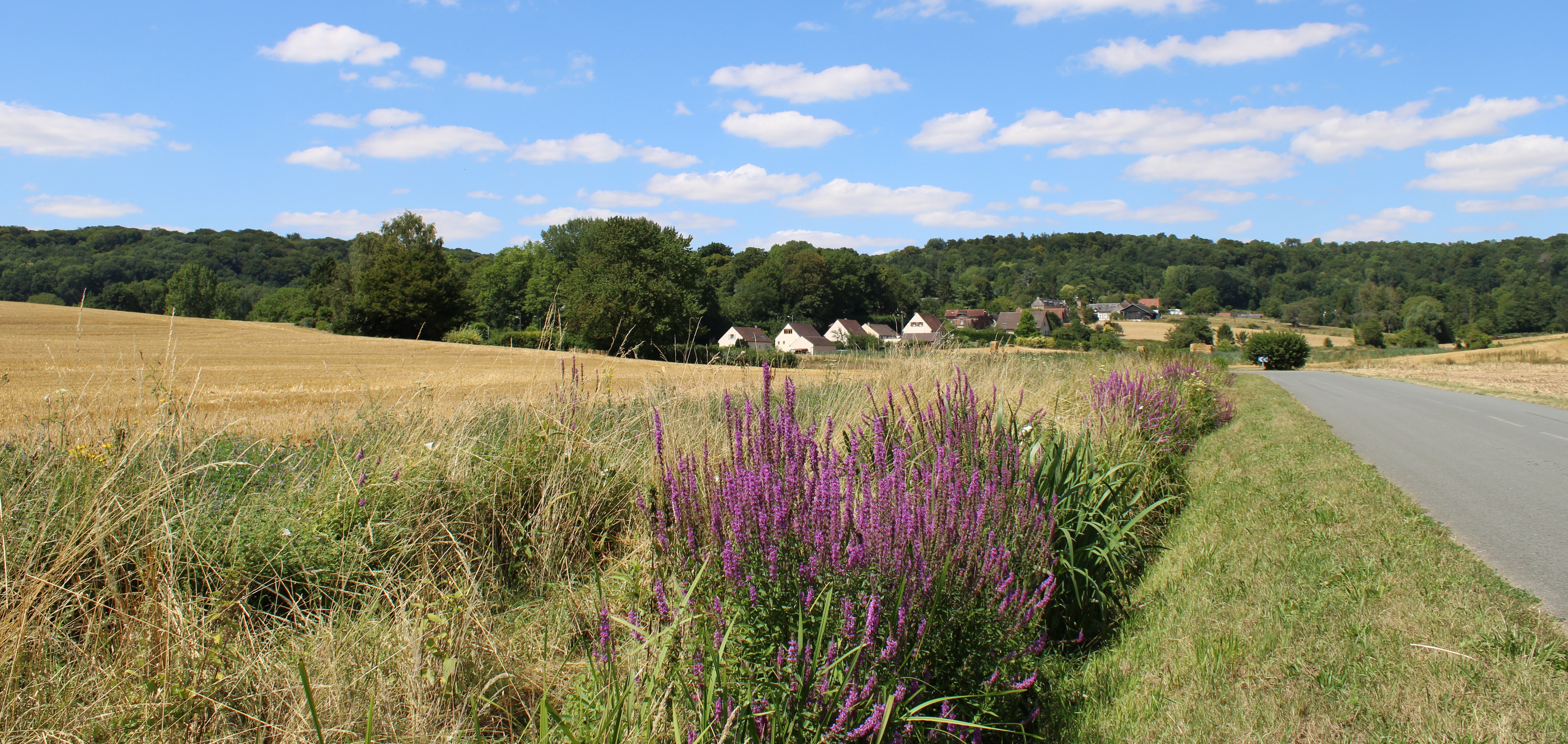
Panorama du village blotti au pied du Bois d'Autrecourt.

### Hydrographie

#### Réseau hydrographique
La commune est située dans le bassin Seine-Normandie. Elle est drainée par le canal latéral à l'Oise, l'Oise, divers bras du le canal latéral à l'Oise, le fossé 01 de la commune de Béhéricourt et le Grand Ru,,.
Le canal latéral à l'Oise est un canal de gabarit Freycinet qui dessert l'Est de la Picardie. D'une longueur de 35 km, il connecte le canal de Saint-Quentin (depuis Chauny) à l'Oise canalisée à hauteur de JanvilleChauny) à l'Oise canalisée à hauteur de Janville, après avoir traversé 22 communes.
L'Oise prend sa source en Belgique, à 309 mètres d'altitude, dans l'ancienne commune de Forges et se jette dans la Seine à 20 mètres d'altitude, au Pointil en rive droite et en aval du centre de Conflans-Sainte-Honorine dans le département des Yvelines. D'une longueur 341 kilomètres, elle est presque entièrement navigable et bordée de canaux sur 104 kilomètres.

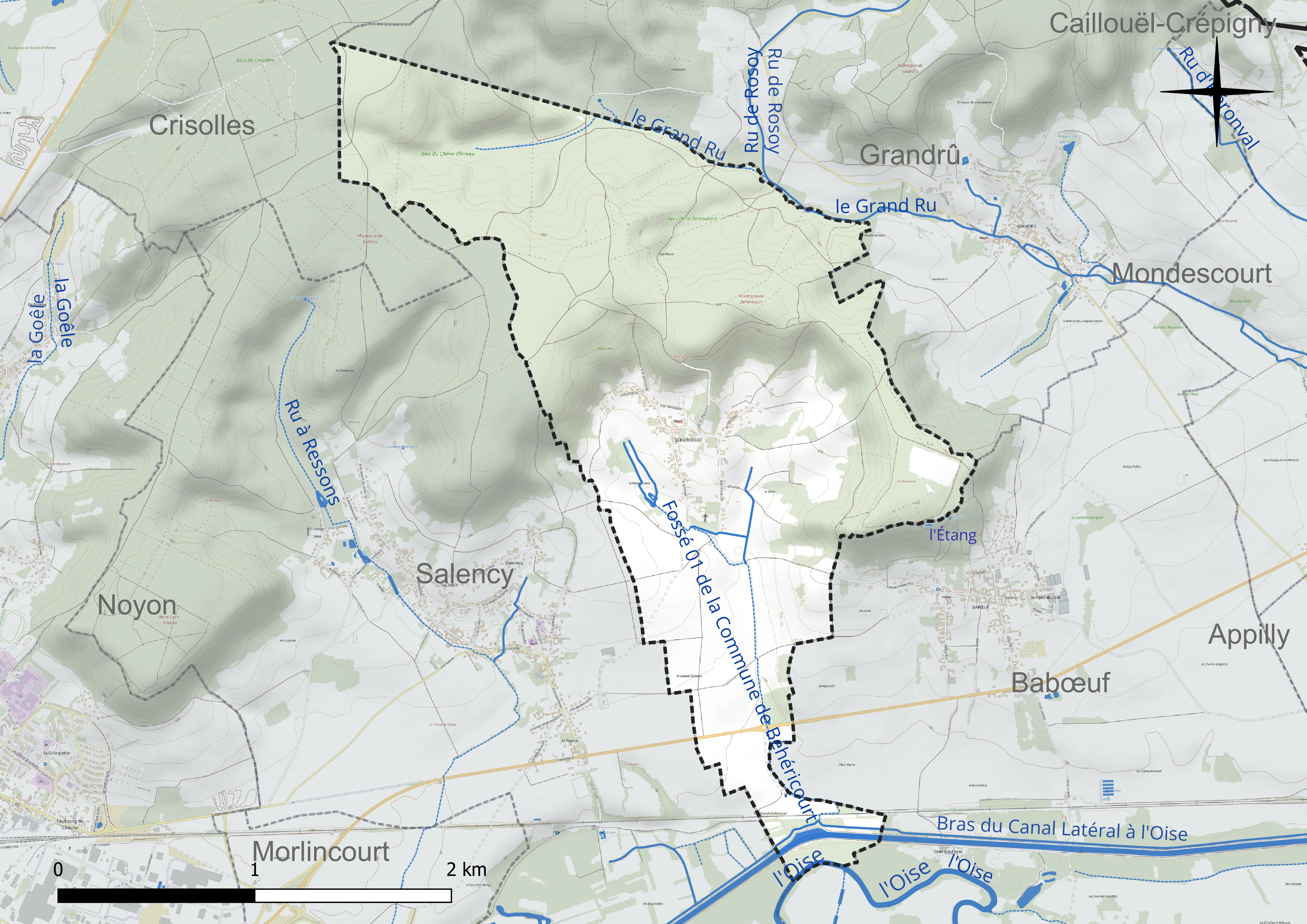
Réseau hydrographique de Béhéricourt.

#### Gestion et qualité des eaux
Le territoire communal est couvert par le schéma d'aménagement et de gestion des eaux (SAGE) « Sensée ». Ce document de planification concerne un territoire de 1 013 km2 de superficie, délimité par le bassin versant de l'Oise moyenne. Le périmètre a été arrêté le 24 avril 2017 et le SAGE est, en 2024, encore en élaboration. La structure porteuse de l'élaboration et de la mise en œuvre est le syndicat mixte du SAGE Oise-Moyenne (SMOM).
La qualité des cours d'eau peut être consultée sur un site dédié géré par les agences de l'eau et l'Agence française pour la biodiversité.

### Climat
Pour des articles plus généraux, voir Climat des Hauts-de-France et Climat de l'Oise.
En 2010, le climat de la commune est de type climat océanique dégradé des plaines du Centre et du Nord, selon une étude du CNRS s'appuyant sur une série de données couvrant la période 1971-2000. En 2020, Météo-France publie une typologie des climats de la France métropolitaine dans laquelle la commune est dans une zone de transition entre le climat océanique et le climat océanique altéré et est dans la région climatique Nord-est du bassin Parisien, caractérisée par un ensoleillement médiocre, une pluviométrie moyenne régulièrement répartie au cours de l'année et un hiver froid (3 °C).
Pour la période 1971-2000, la température annuelle moyenne est de 10,6 °C, avec une amplitude thermique annuelle de 14,9 °C. Le cumul annuel moyen de précipitations est de 743 mm, avec 11,8 jours de précipitations en janvier et 9,1 jours en juillet. Pour la période 1991-2020, la température moyenne annuelle observée sur la station météorologique la plus proche, située sur la commune de Chauny à 11 km à vol d'oiseau, est de 11,1 °C et le cumul annuel moyen de précipitations est de 709,9 mm,. Pour l'avenir, les paramètres climatiques de la commune estimés pour 2050 selon différents scénarios d'émission de gaz à effet de serre sont consultables sur un site dédié publié par Météo-France en novembre 2022.

## Urbanisme

### Typologie
Au 1er janvier 2024, Béhéricourt est catégorisée commune rurale à habitat dispersé, selon la nouvelle grille communale de densité à sept niveaux définie par l'Insee en 2022.
Elle est située hors unité urbaine. Par ailleurs la commune fait partie de l'aire d'attraction de Noyon, dont elle est une commune de la couronne,. Cette aire, qui regroupe 38 communes, est catégorisée dans les aires de moins de 50 000 habitants,.

### Occupation des sols
L'occupation des sols de la commune, telle qu'elle ressort de la base de données européenne d'occupation biophysique des sols Corine Land Cover (CLC), est marquée par l'importance des forêts et milieux semi-naturels (60,9 % en 2018), une proportion identique à celle de 1990 (60,9 %). La répartition détaillée en 2018 est la suivante :
forêts (60,9 %), terres arables (25,9 %), zones urbanisées (6,5 %), zones agricoles hétérogènes (6 %), prairies (0,7 %). L'évolution de l'occupation des sols de la commune et de ses infrastructures peut être observée sur les différentes représentations cartographiques du territoire : la carte de Cassini (XVIIIe siècle), la carte d'état-major (1820-1866) et les cartes ou photos aériennes de l'IGN pour la période actuelle (1950 à aujourd'hui).

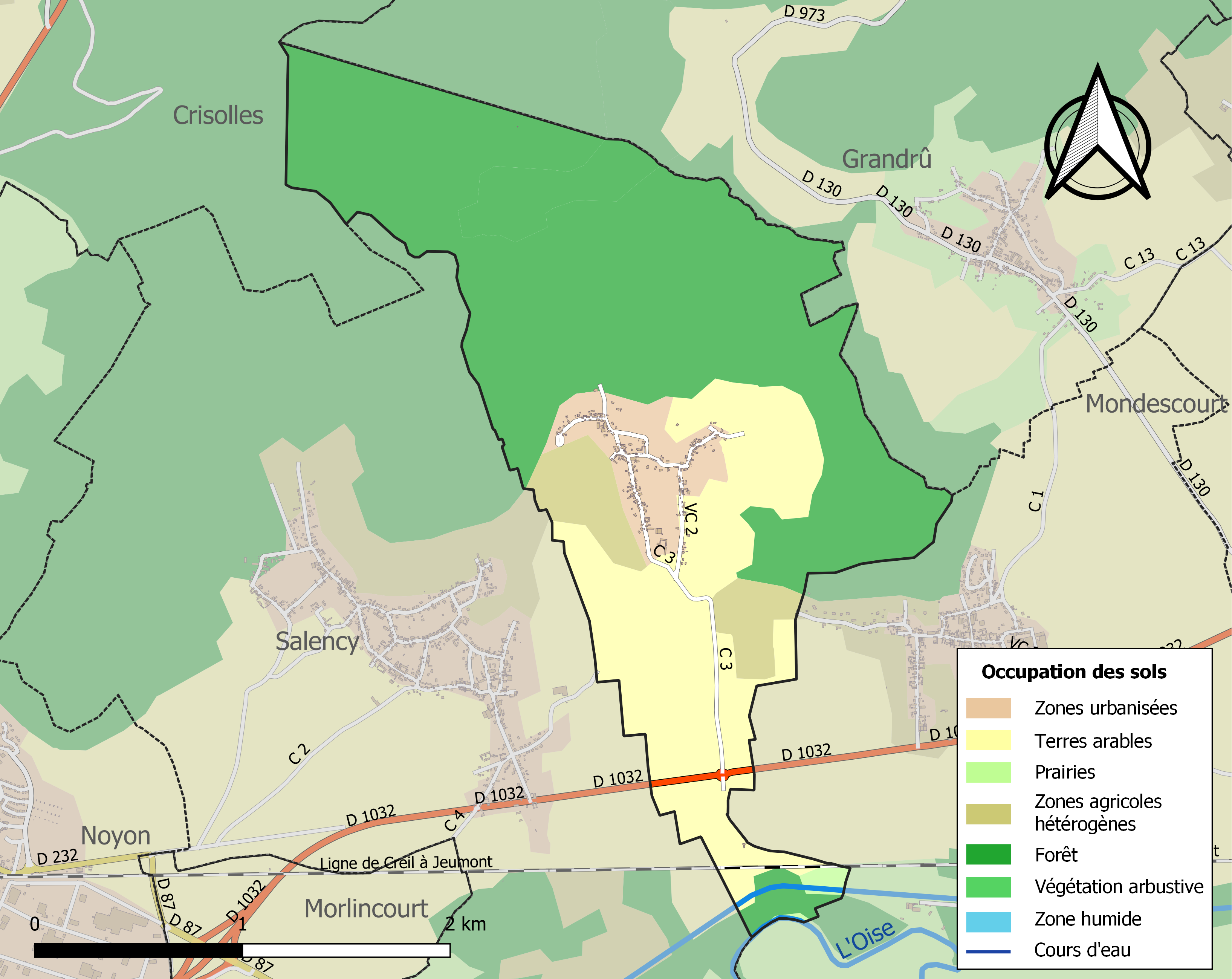
Carte des infrastructures et de l'occupation des sols de la commune en 2018 (CLC).

### Habitat et logement
En 2018, le nombre total de logements dans la commune était de 109, alors qu'il était de 105 en 2013 et de 103 en 2008.
Parmi ces logements, 82,6 % étaient des résidences principales, 8,2 % des résidences secondaires et 9,2 % des logements vacants. Ces logements étaient pour 100 % d'entre eux des maisons individuelles et pour 0 % des appartements.
Le tableau ci-dessous présente la typologie des logements à Béhéricourt en 2018 en comparaison avec celle de l'Oise et de la France entière. Une caractéristique marquante du parc de logements est ainsi une proportion de résidences secondaires et logements occasionnels (8,2 %) supérieure à celle du département (2,5 %) et à celle de la France entière (9,7 %). Concernant le statut d'occupation de ces logements, 80,4 % des habitants de la commune sont propriétaires de leur logement (85,7 % en 2013), contre 61,4 % pour l'Oise et 57,5 pour la France entière.
| Typologie                                               | Béhéricourt | Oise | France entière |
| ------------------------------------------------------- | ----------- | ---- | -------------- |
| Résidences principales (en %)                           | 82,6        | 90,4 | 82,1           |
| Résidences secondaires et logements occasionnels (en %) | 8,2         | 2,5  | 9,7            |
| Logements vacants (en %)                                | 9,2         | 7,1  | 8,2            |

### Voies de communication et transports
La commune est desservie par l'ancienne route nationale 32 (actuelle RD 932), et traversée par la ligne de Creil à Jeumont dont la station la plus proche, la gare de Noyon, est desservie par des trains TER Hauts-de-France.
La commune est desservie, en 2023, par la ligne 672 du réseau interurbain de l'Oise.

## Toponymie
La localité a été désignée comme Bericourt en 1331 Behericurtis, Behireicurtis, Beericurtis, Beemcurtis

## Histoire
Louis Graves indiquait « Behéricourt est un des lieux anciens du Noyonnais. Selon la tradition locale, il y avait sur le plateau une église matrice, surnommée la chapelle des Trois-Monts, de laquelle dépendaient les territoires d'Apilly, de Babeuf et de Behéricourt. Cette église a disparu depuis des siècles, mais on a trouvé des sarcophages autour de l'emplacement qu'on lui assigne. On ne sait point à quelle époque les trois lieux furent érigés en paroisses distinctes »
Des carrières de calcaire et de grès ont été exploitées au moins depuis le Moyen Âge à Béhéricourt.
Au milieu du XIXe siècle subsistaient près de l'église les ruines du château fort qui appartenait autrefois à la maison de Hautefort. Il ne restait alors plus guère que le mur d'enceinte, d'un bel appareil, à périmètre polygone. L'entrée était une ogive resserrée entre deux contreforts carrés, surmontée d'une fenêtre qu'on pouvait dater du quatorzième siècle.
Dès 1851, le conseil municipal décide que l'instruction primaire serait désormais totalement gratuite. À cette époque, la commune disposait donc d'une école, ainsi que d'une fontaine dite de Saint-Martin et d'un jeu d'arc. On y trouvait deux moulins à vent, une partie de la population était employée à la fabrication de balais.
Lors de la Première Guerre mondiale, le village est occupé par l'armée allemande dès le 30 août 1914. Les hommes en âge de se battre demeurés sur place sont faits prisonniers et déportés en Allemagne. Béhéricourt n'est libéré que le 18 mars 1917 à la suite du repli allemand « Alberich » et les civils déplacés à l'arrière. La commune redevient française pendant une année mais demeure en zone avancée sous contrôle militaire strict. Plusieurs régiments français y cantonnent notamment le 407e RI dont les hommes laissent des graffitis sur les murs du château et les arbres du parc. Le 24 mars 1918, trois jours après l'offensive allemande provenant de Saint-Quentin, la commune est de nouveau envahie mais ses habitants ont eu le temps de fuir sur ordre de l'armée française et dans la crainte de vivre une nouvelle occupation. La commune est finalement libérée le 2 septembre 1918.
Le village est considéré comme détruit à la fin de la Première Guerre mondiale et a  été décoré de la Croix de guerre 1914-1918, le 15 février 1921.

## Politique et administration

### Rattachements administratifs et électoraux

#### Rattachements administratifs
La commune se trouve dans l'arrondissement de Compiègne du département de l'Oise.
Elle faisait partie depuis 1802 du canton de Noyon. Dans le cadre du redécoupage cantonal de 2014 en France, cette circonscription administrative territoriale a disparu, et le canton n'est plus qu'une circonscription électorale.

#### Rattachements électoraux
Pour les élections départementales, la commune fait partie depuis 2014 d'un nouveau canton de Noyon
Pour l'élection des députés, elle fait partie de la sixième circonscription de l'Oise.

### Intercommunalité
Béhéricourt était membre de la communauté de communes du Pays Noyonnais, un établissement public de coopération intercommunale (EPCI) à fiscalité propre créé en 1994 et auquel la commune a transféré un certain nombre de ses compétences, dans les conditions déterminées par le code général des collectivités territoriales.

### Liste des maires
| Période                                  | Période                       | Identité                      | Étiquette | Qualité                       |
| ---------------------------------------- | ----------------------------- | ----------------------------- | --------- | ----------------------------- |
| Les données manquantes sont à compléter. |                               |                               |           |                               |
|                                          |                               | Robert de Devise Mort en 1905 |           |                               |
| Les données manquantes sont à compléter. |                               |                               |           |                               |
| avant 1988                               | mars 2001                     | Robert Ortiz                  |           |                               |
| mars 2001                                | mai 2020                      | Éric Longa                    | DVD       | Enseignant                    |
| mai 2020                                 | En cours (au 2 décembre 2020) | Céline Champagne              | DVG       | Employée en cabinet comptable |

## Population et société

### Démographie

#### Évolution démographique
L'évolution du nombre d'habitants est connue à travers les recensements de la population effectués dans la commune depuis 1793. Pour les communes de moins de 10 000 habitants, une enquête de recensement portant sur toute la population est réalisée tous les cinq ans, les populations de référence des années intermédiaires étant quant à elles estimées par interpolation ou extrapolation. Pour la commune, le premier recensement exhaustif entrant dans le cadre du nouveau dispositif a été réalisé en 2006.

En 2022, la commune comptait 194 habitants, en évolution de −8,06 % par rapport à 2016 (Oise : +0,87 %, France hors Mayotte : +2,11 %).
| 1793 | 1800 | 1806 | 1821 | 1831 | 1836 | 1841 | 1846 | 1851 |
| ---- | ---- | ---- | ---- | ---- | ---- | ---- | ---- | ---- |
| 441  | 448  | 503  | 464  | 483  | 482  | 452  | 452  | 395  |

| 1856 | 1861 | 1866 | 1872 | 1876 | 1881 | 1886 | 1891 | 1896 |
| ---- | ---- | ---- | ---- | ---- | ---- | ---- | ---- | ---- |
| 395  | 380  | 336  | 326  | 319  | 313  | 301  | 267  | 256  |

| 1901 | 1906 | 1911 | 1921 | 1926 | 1931 | 1936 | 1946 | 1954 |
| ---- | ---- | ---- | ---- | ---- | ---- | ---- | ---- | ---- |
| 223  | 195  | 177  | 142  | 158  | 144  | 140  | 148  | 156  |

| 1962 | 1968 | 1975 | 1982 | 1990 | 1999 | 2006 | 2011 | 2016 |
| ---- | ---- | ---- | ---- | ---- | ---- | ---- | ---- | ---- |
| 158  | 164  | 159  | 179  | 192  | 208  | 222  | 218  | 211  |

| 2021 | 2022 | - | - | - | - | - | - | - |
| ---- | ---- | - | - | - | - | - | - | - |
| 198  | 194  | - | - | - | - | - | - | - |

#### Pyramide des âges
La population de la commune est relativement âgée.
En 2018, le taux de personnes d'un âge inférieur à 30 ans s'élève à 27,9 %, soit en dessous de la moyenne départementale (37,3 %). À l'inverse, le taux de personnes d'âge supérieur à 60 ans est de 33,1 % la même année, alors qu'il est de 22,8 % au niveau départemental.
En 2018, la commune comptait 105 hommes pour 102 femmes, soit un taux de 50,72 % d'hommes, légèrement supérieur au taux départemental (48,89 %).
Les pyramides des âges de la commune et du département s'établissent comme suit.
| Hommes | Classe d’âge | Femmes |
| ------ | ------------ | ------ |
| 0,9    | 90 ou +      | 1,0    |
| 9,3    | 75-89 ans    | 9,6    |
| 21,5   | 60-74 ans    | 24,0   |
| 21,5   | 45-59 ans    | 18,3   |
| 16,8   | 30-44 ans    | 21,2   |
| 12,1   | 15-29 ans    | 8,7    |
| 17,8   | 0-14 ans     | 17,3   |

| Hommes | Classe d’âge | Femmes |
| ------ | ------------ | ------ |
| 0,5    | 90 ou +      | 1,4    |
| 5,5    | 75-89 ans    | 7,6    |
| 15,6   | 60-74 ans    | 16,3   |
| 20,8   | 45-59 ans    | 20     |
| 19,4   | 30-44 ans    | 19,4   |
| 17,6   | 15-29 ans    | 16,2   |
| 20,6   | 0-14 ans     | 19,1   |

## Culture locale et patrimoine

### Lieux et monuments
- Le château de Béhéricourt (Inscrit MH en 1988)
- Église Saint-Martin, édifice complexe dont les parties les plus anciennes remontent au XIIe siècle (chœur à chevet plat percé d'un triplet de fenêtres en plein cintre avec moulure biseautée). Les bas-côtés de la nef datent de 1733 et deux chapelles formant croisillons flanquent le chœur au nord et au sud et paraissent dater du XVe ou du XVIe siècle. Le clocher actuel a été construit en 1839-1840 en style néo-classique.
L'église a été très restauré après les destructions de la Première Guerre mondiale[21]
- Les bois de la commune est traversée par le sentier de randonnée GRP du Tour du Noyonnais.

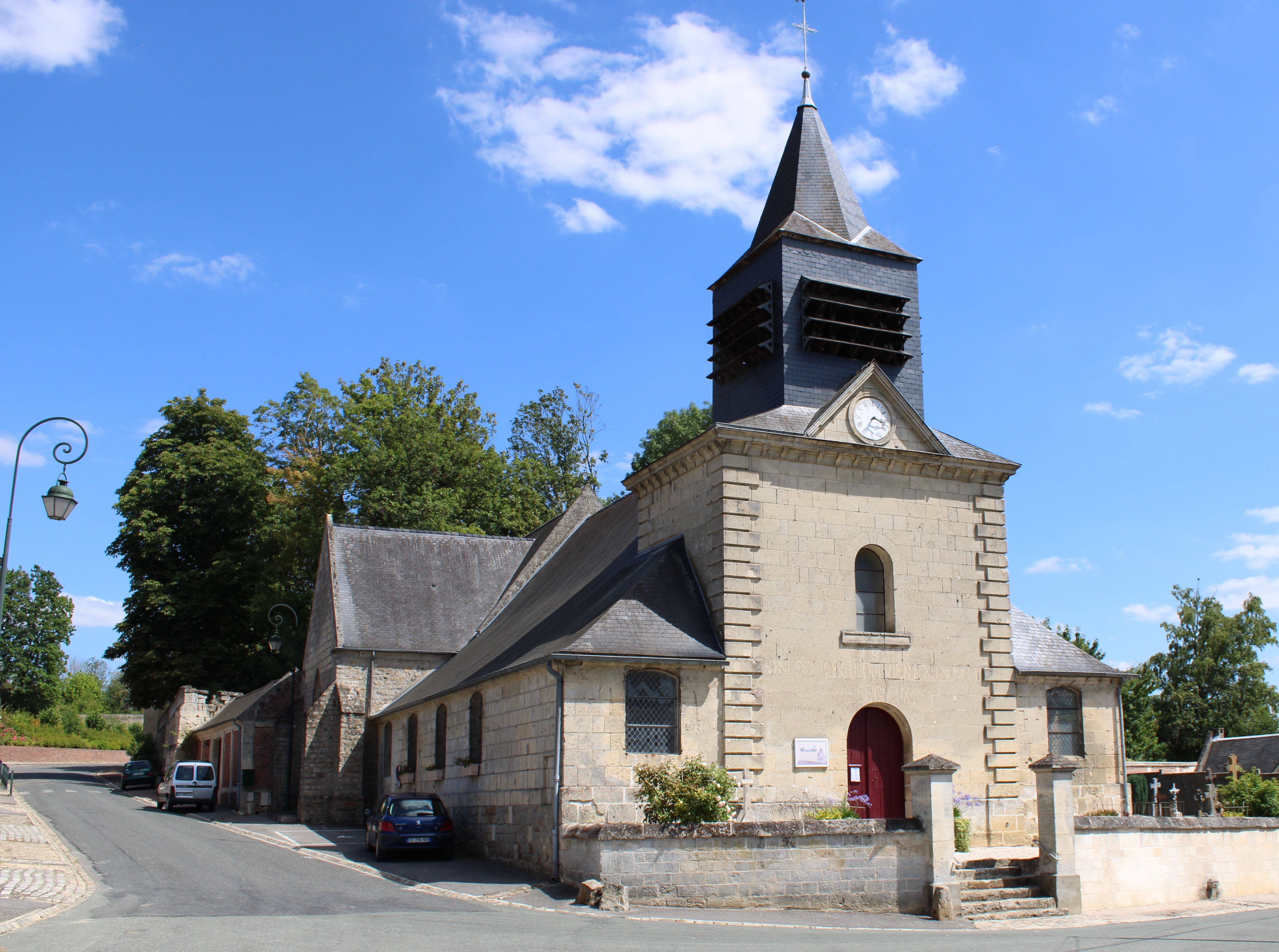
L'église St-Martin.
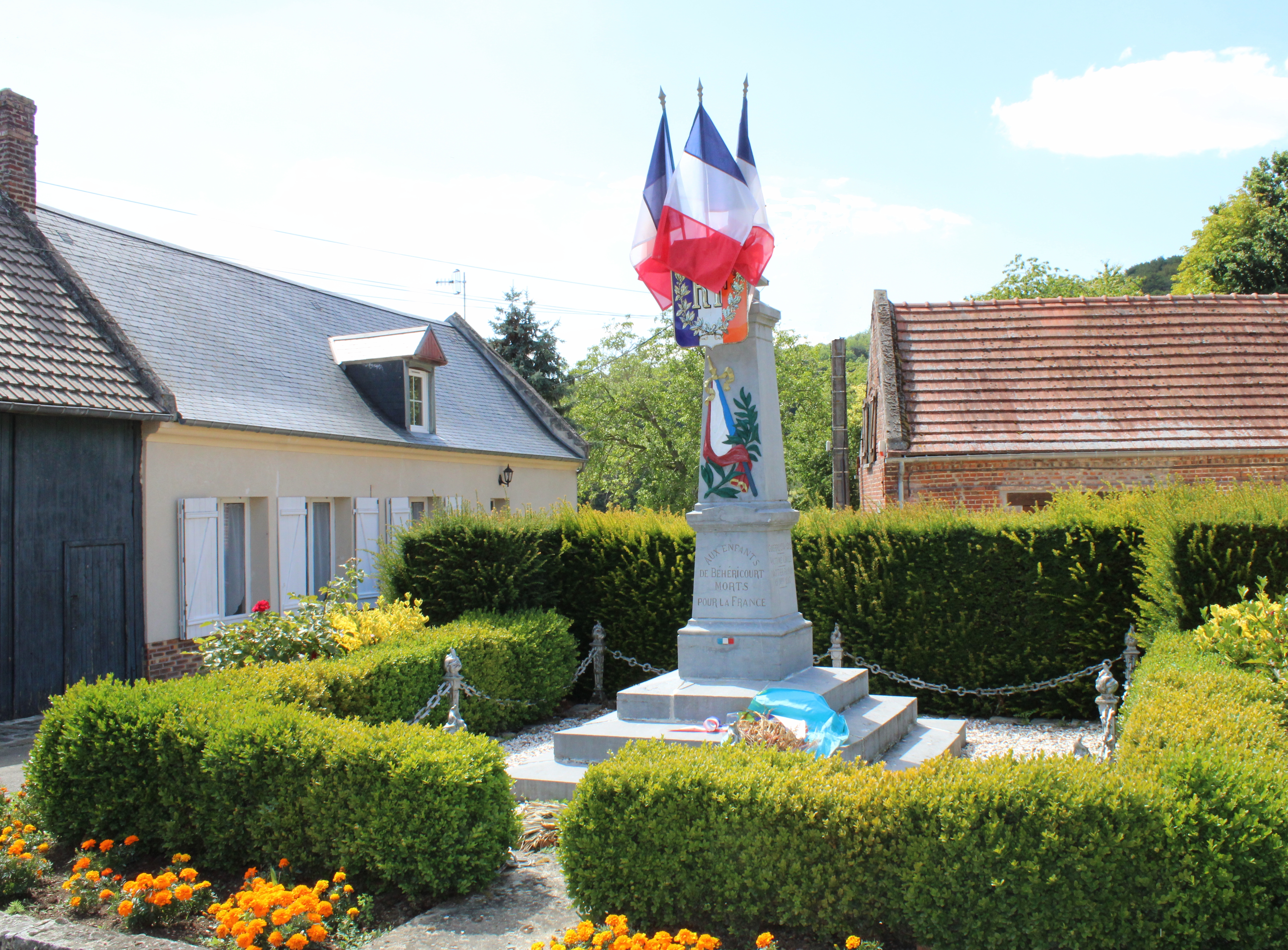
Le monument aux morts.
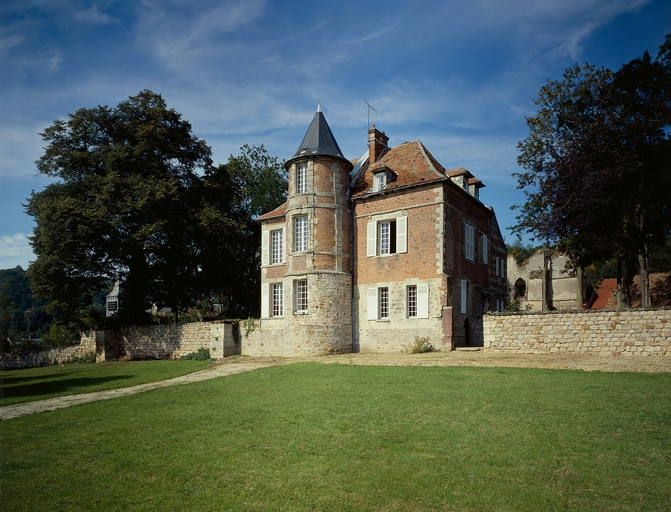
Le château
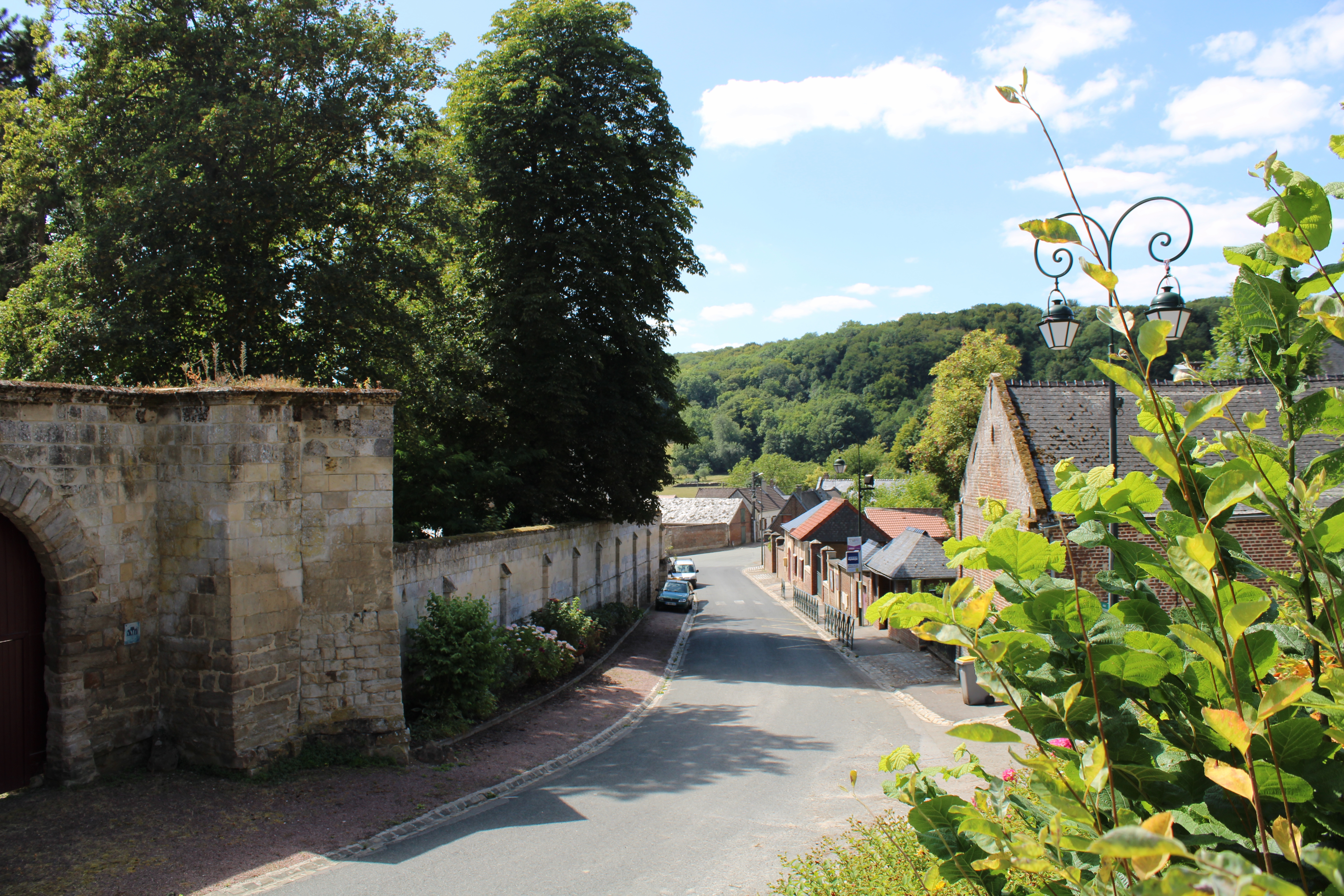
La rue de la Place.
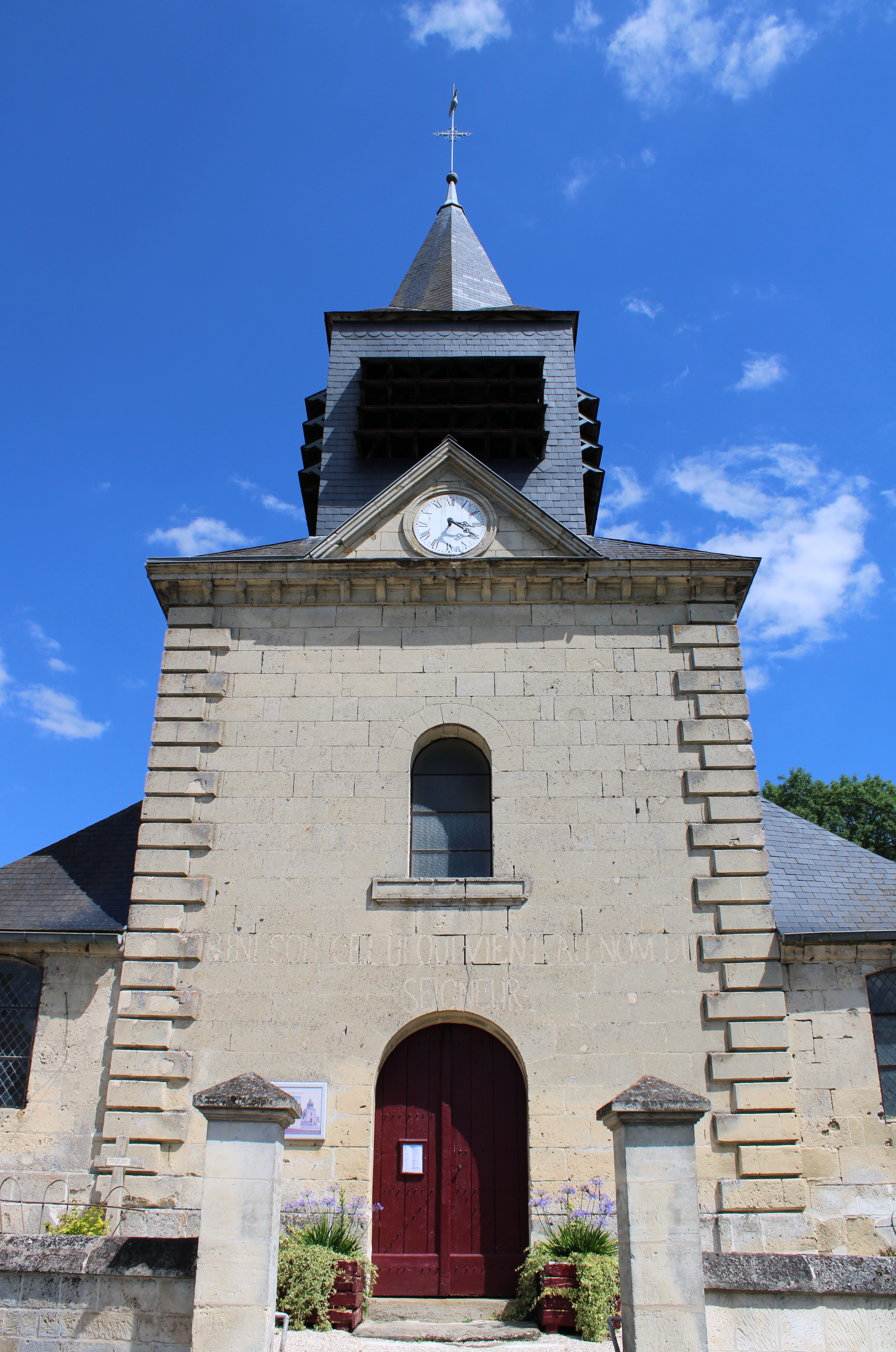
La façade de l'église.
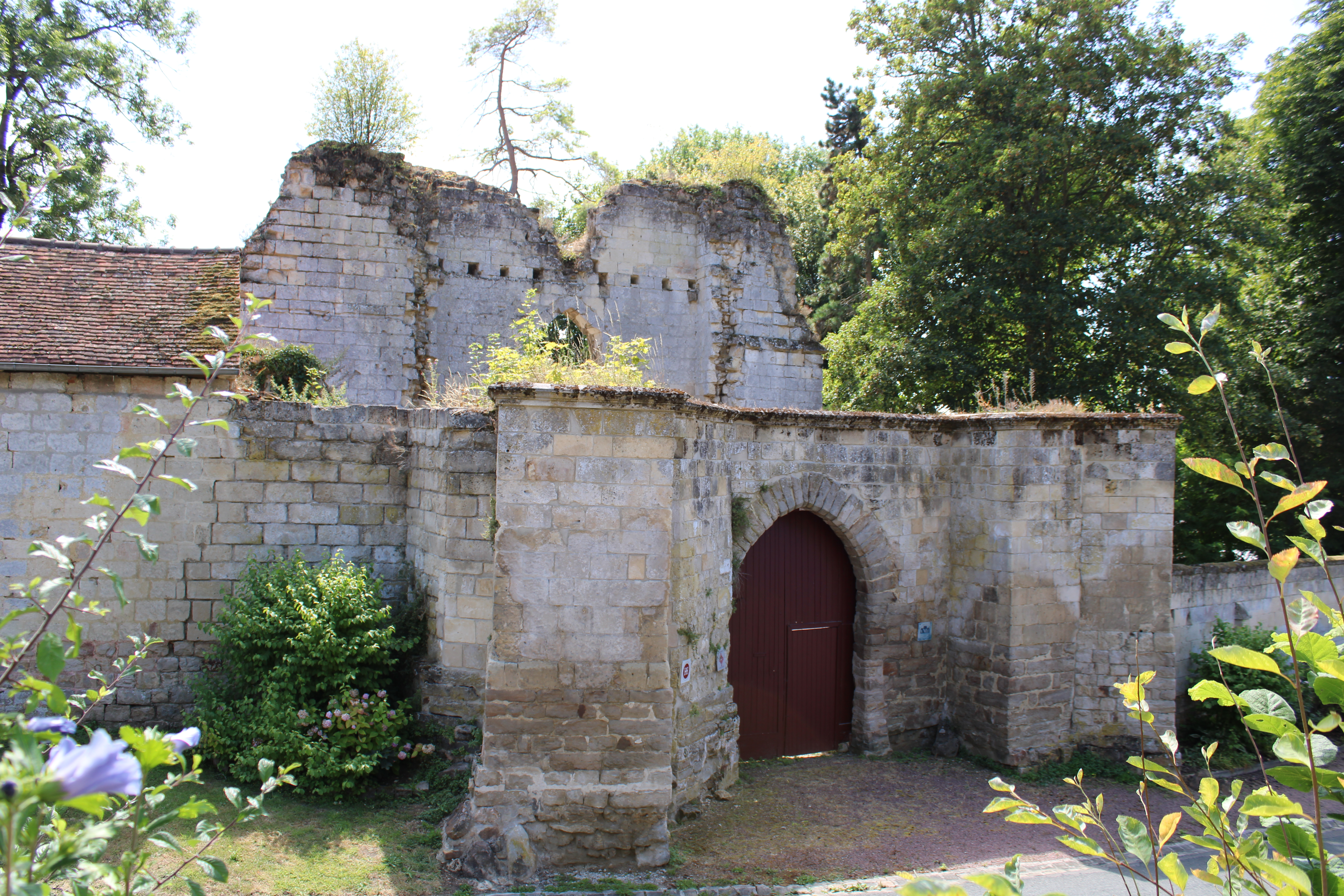
Porte fortifiée vestiges du vieux château médiéval.

### Personnalités liées à la commune
- Hugues, seigneur de Béhéricourt, donna vers 1200 des terres considérables à l'Abbaye Saint-Éloi de Noyon[2].